# Dactylorhiza braunii
Dactylorhiza braunii là một loài thực vật có hoa trong họ Lan. Loài này được (Halácsy) Borsos & Soó mô tả khoa học đầu tiên năm 1961.